# Hoikkasaari (ö i Lappland, Östra Lappland, lat 66,17, long 27,66)
Hoikkasaari är en ö i Finland. Den ligger i sjön Koppelojärvi och i kommunen Posio i den ekonomiska regionen  Östra Lapplands ekonomiska region  och landskapet Lappland, i den norra delen av landet, 700 km norr om huvudstaden Helsingfors. Öns area är 0,4 hektar och dess största längd är 180 meter i öst-västlig riktning.